# ボンバーマンカート
『ボンバーマンカート』はハドソンが2001年12月20日発売したPlayStation 2用ソフト。また携帯電話用のアプリケーションとして移植された本作品。

## 概要
ボンバーマンランドの主要キャラクター達が車に乗って戦うレースゲーム。
1人用のゲームモードである1位を目指す「グランプリ」と時間を競う「タイムアタック」。
4人対戦の場合アイテムを駆使して戦う「バトルレース」、純粋なレースを楽しむ「スピードレース」と他に「チャレンジゲーム」がある。
なお、ボンバーマンの通常対戦も4人対戦で行うことができる。

## キャラクター
- しろボン
- くろボン
- プリティボンバー
- ゴールドボンバー
- あかボン
- レーサーボンバー

隠しキャラ。

## 乗り物
ライトカート
軽量で最高速度は遅いがハンドリングに優れる。
ダッシュカート
加速に優れ、ハンドリングも十分。
レーサーカート
全ての能力のバランスのとれたカート。
ファイヤーカート
加速・最高速度に優れるカート。
パワードカート
悪路をものともしない重量カート。ハンドリングは低い。
ジェットカート
名前通り速度に優れるカート。ハンドリングは低い。
タンクカート
隠しカート。速度は遅めだが非常に重く、最もハンドリングが高い。

## アイテム
ターボ床
目の前にスピードが一時的に上がるターボ床を設置する。
爆弾
コースの上に置く事ができる。
ミサイル
前方の敵のみ標的として向かって行くミサイル。多少追尾性能を持つ。
ホーミングミサイル
1位のカートのみ標的として向かって行くミサイル。相手の後ろに密接した状態で撃つと前方の相手がクラッシュする
ホイールブレイク
一位のレーサーを減速させる。
無敵
一定時間敵の攻撃やトラップを受け付けなくなる。
しびれ弾
当たった相手をしびれさせる。多少追尾性能を持つ。※このアイテムはボンバーマンカートにおいて、チャレンジモードでしか使用できない。
ワナ
自分の後ろにトラップを設置し、かかった相手を檻に閉じ込める。
?
?と表示されているパネル。使用すると何かが起こる。

## コース
- ボンバーサーキット
- グランドウエスタン
- ジェットエアポート
- イルカアイランド
- ジュラシックリング
- ホラータウン
- てんくうキャッスル
- トラップいせき

## カップ
- しろボンカップ
- くろボンカップ
- プリティボンバーカップ
- ゴールドボンバーカップ
- アカボンカップ
- レーサーボンバーカップ
- ルーイカップ
- ポミュカップ
- ショートコースカップ
- ロングコースカップ
- スピードコースカップ
- ギミックコースカップ
- ランダム4カップ
- ランダム8カップ
- ランダム16カップ
- ランダム32カップ

## その他
条件を満たすとむさしのあつしが描いたボンバーマンの4コマ漫画や月刊コロコロコミック誌面上で募集された「ボンバーマン・カスタマイズコンテスト」の応募作品を見ることができる。